# Щербань, Любовь Ивановна
Любо́вь Ива́новна Ще́рбань (15 января 1910, Уманская, Кубанская область — 28 сентября 1971, Уманский, Краснодарский край) ― звеньевая свиноводческого совхоза «Уманский» Министерства совхозов СССР, Ленинградский район Краснодарского края, Герой Социалистического труда (1949).

## Биография
Любовь Ивановна Щербань родилась в крестьянской семье в 1910 году в станице Уманской Таманского отдела Кубанской области (ныне ― станица Ленинградская, Ленинградский район, Краснодарский край). По национальности ― украинка.
Получив только начальное образование, она была вынуждена была оставить учёбу — нужно было помогать своей семье. Трудилась в единоличном хозяйстве родителей, выходцев из Черкасской области Украины.
В 1940 году Любовь Щербань поступила работать в полеводческую бригаду совхоза «Уманский» (центральная усадьба — посёлок Уманский) Ленинградского района Краснодарского края. После начала Великой Отечественной войны она возглавила полеводческое звено, в которой работали женщины и подростки, заменив ушедших на фронт мужчин. Работала по-ударному, увлекая за собой остальных членов звена. Работали женщины в поле не покладая рук.
После освобождения Краснодарского края от немецко-фашистской оккупации в феврале 1943 года она принимала участие в восстановлении разрушенного совхозного хозяйства и возглавила звено по выращиванию зерновых культур. В послевоенные годы Любовь Ивановна Щербань по-прежнему трудилась в полеводстве, ежегодно выращивала высокие урожаи пшеницы. По итогам работы в 1948 году звено Любови Щербань получило урожай пшеницы 32,1 центнера с гектара на площади 21 гектар.
Указом Президиума Верховного Совета СССР от 11 мая 1949 года за получение высоких урожаев пшеницы в 1948 году Любови Ивановне Щербань было присвоено звание Героя Социалистического Труда с вручением Ордена Ленина и Золотой медали «Серп и Молот».
Награждена Орденом Ленина (11 мая 1949 года) и медалями.